# Börzsöny
Börzsöny, česky zřídka Beržeň (maďarsky Börzsöny [Böržöň] nebo Börzsöny-hegység [Böržöň-heďšég], slovensky  Brežany, starším jménem Novohradské vrchy či Novohradské hory) je sopečné pohoří na severu Maďarska ve Vnitřních Západních Karpatech, konkrétně Severomaďarského středohoří mezi řekami Dunaj a Ipeľ. Nachází se v župách Pest a Nógrád. Od sousedních Vyšehradských vrchů, které patří do stejné geomorfologické oblasti, je oddělen tokem Dunaje. Nejvyšší horou pohoří je Csóványos s nadmořskou výškou 938 m. Velkou část území zaujímá národní park Dunaj-Ipeľ.
Pohoří je nejzápadnější části Severomaďarského středohoří, což je součástí Vnitřních Západních Karpat. Pestrá krajina nabízí dobré možnosti pro pěší turistiku. Velká část Börzsöny je národním parkem. Z nejvyšší hory Csóványos lze vidět jeden z nejkrásnějších panoramat země s ohbím Dunaje.

## Dělení pohoří
Pohoří se dělí do čtyř částí: Vysoké Börzsöny (Magas-Börzsöny), Severní Börzsöny (Észak-Börzsöny), Západní Börzsöny (Nyugat-Börzsöny) a Jižní Börzsöny (Dél-Börzsöny).

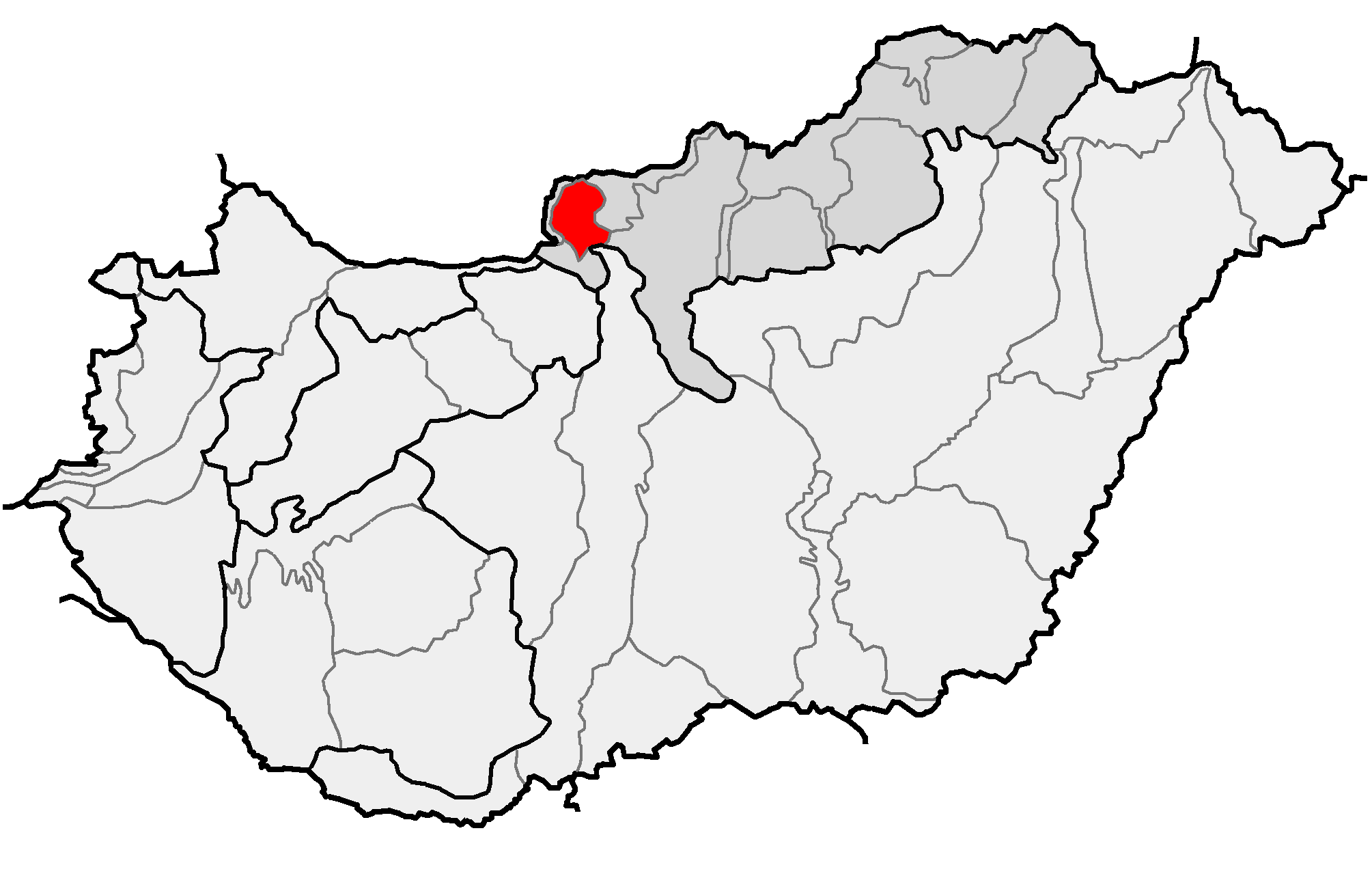
Umístění Börzsöny (červená) ve fyzickém členění Maďarska

### Vysoké Börzsöny (Magas-Börzsöny)
Ve Vysokém Börzsöny se nachází nejvyšší vrcholy celého pohoří Börzsöny: Csóványos (938 m), Magos-fa (916 m), Nagy-Hideg-hegy (864 m) a Nagy-Inóc (826 m).

## Hydrografie
V pohoří se nachází asi 470 potoků. Větší části potoků mají čistou vodu. Nejdelší a největší vodním tokem pohoří je potok Kemence.

## Flóra a fauna
Velká část Börzsöny je pokryta duby a buky. V horách žije 16 druhů savců. V pohoří lze každoročně nalézt 117 druhů ptáků, z toho 90 tu pravidelně hnízdí. Nejznámější zpěvní ptáci jsou slavík, drozd a skřivan. Z obojživelníků tu žije nejznámější mlok skvrnitý.